# Joszkar-Oła
Joszkar-Oła (mar. Йoшкap-Oлa, dosł. „czerwone miasto”) – miasto w Rosji, do 1919 nosiło nazwę Carewokokszajsk, następnie w latach 1919–1927 Krasnokokszajsk. Stolica republiki Mari El, nad Małą Kokszagą (dopływ Wołgi).
Znajduje się tu dyrekcja Rezerwatu przyrody „Bolszaja Kokszaga”.

## Miasta partnerskie
- Szombathely

## Galeria

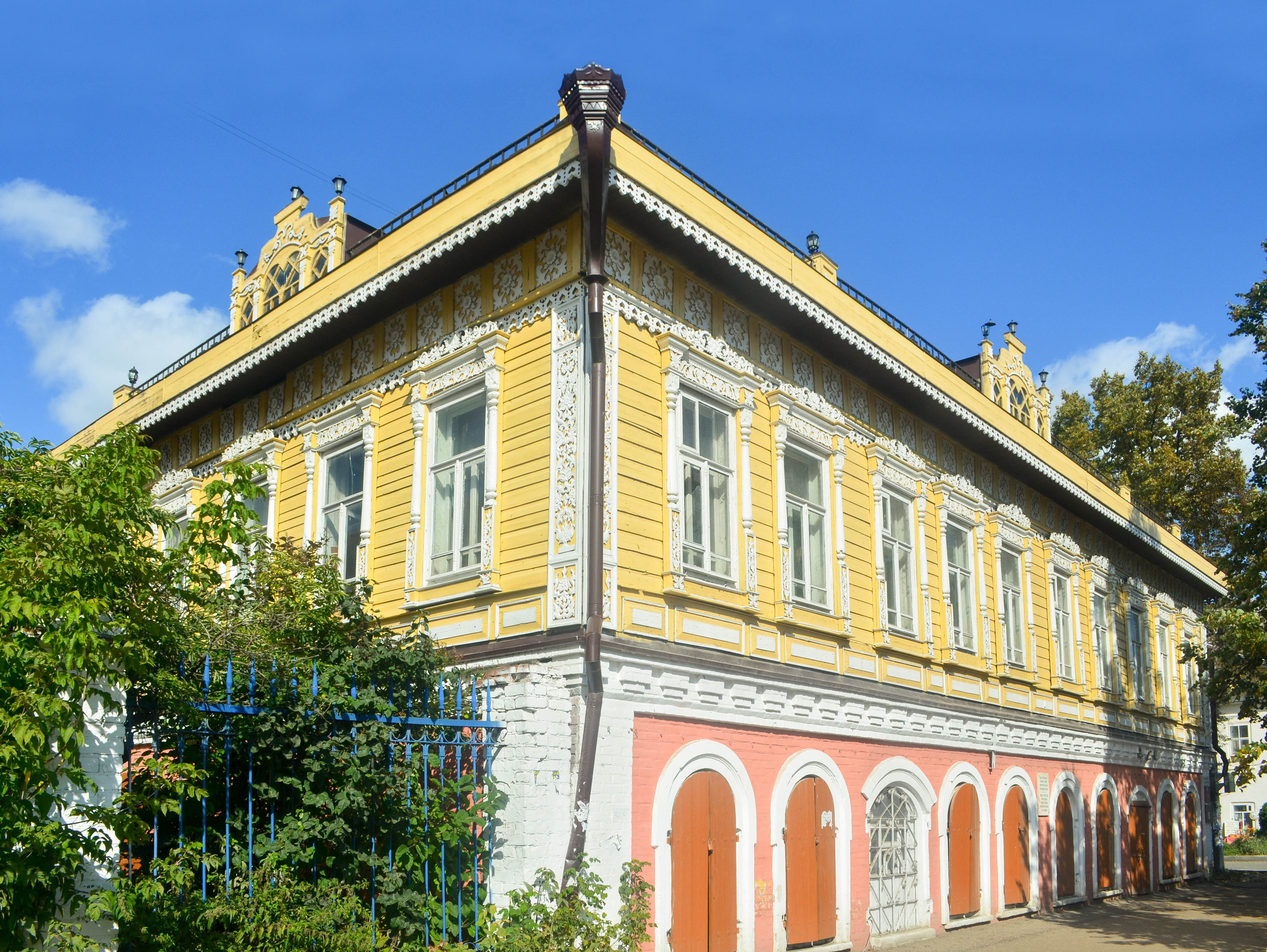
Dom Naumowa
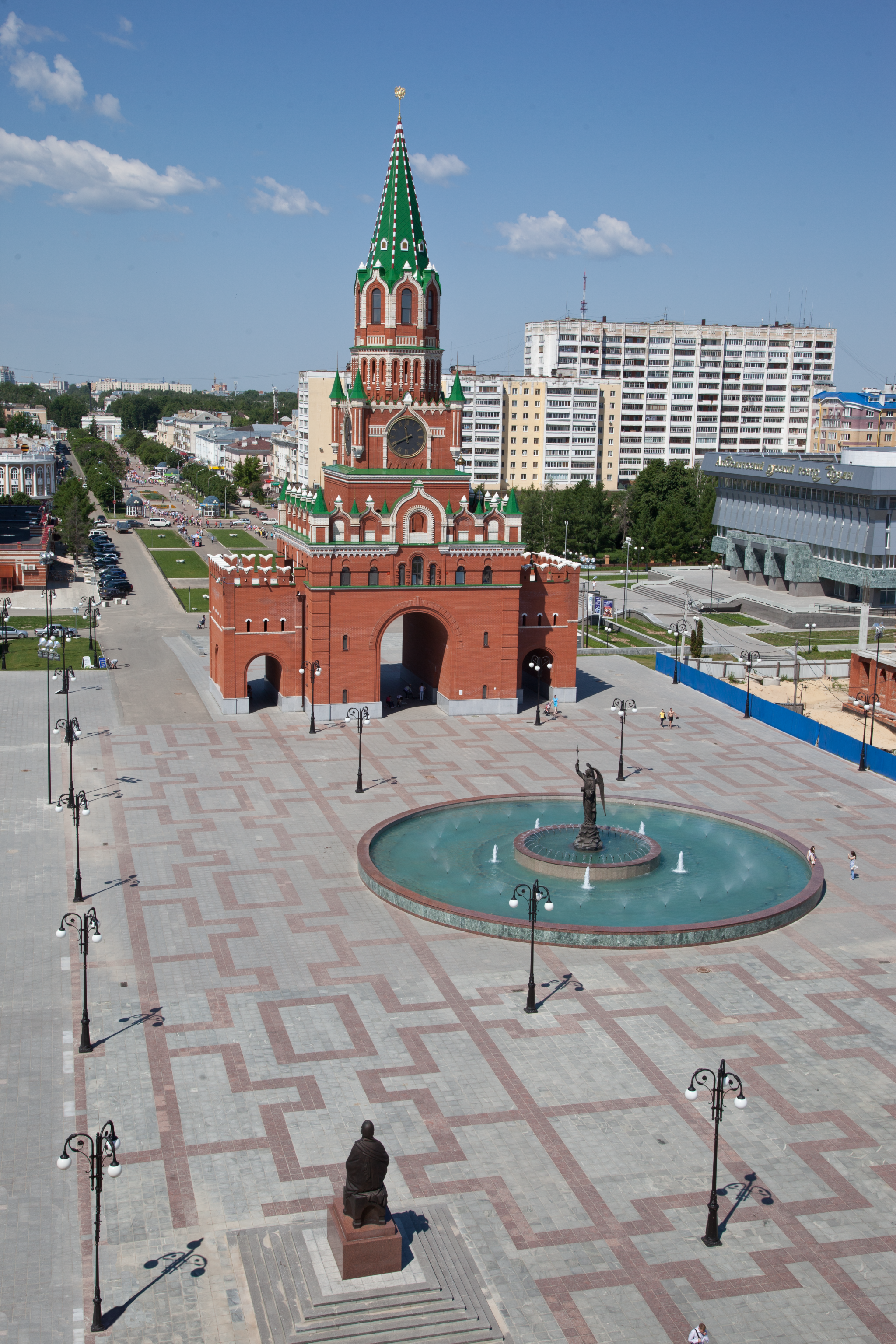
Plac republikański
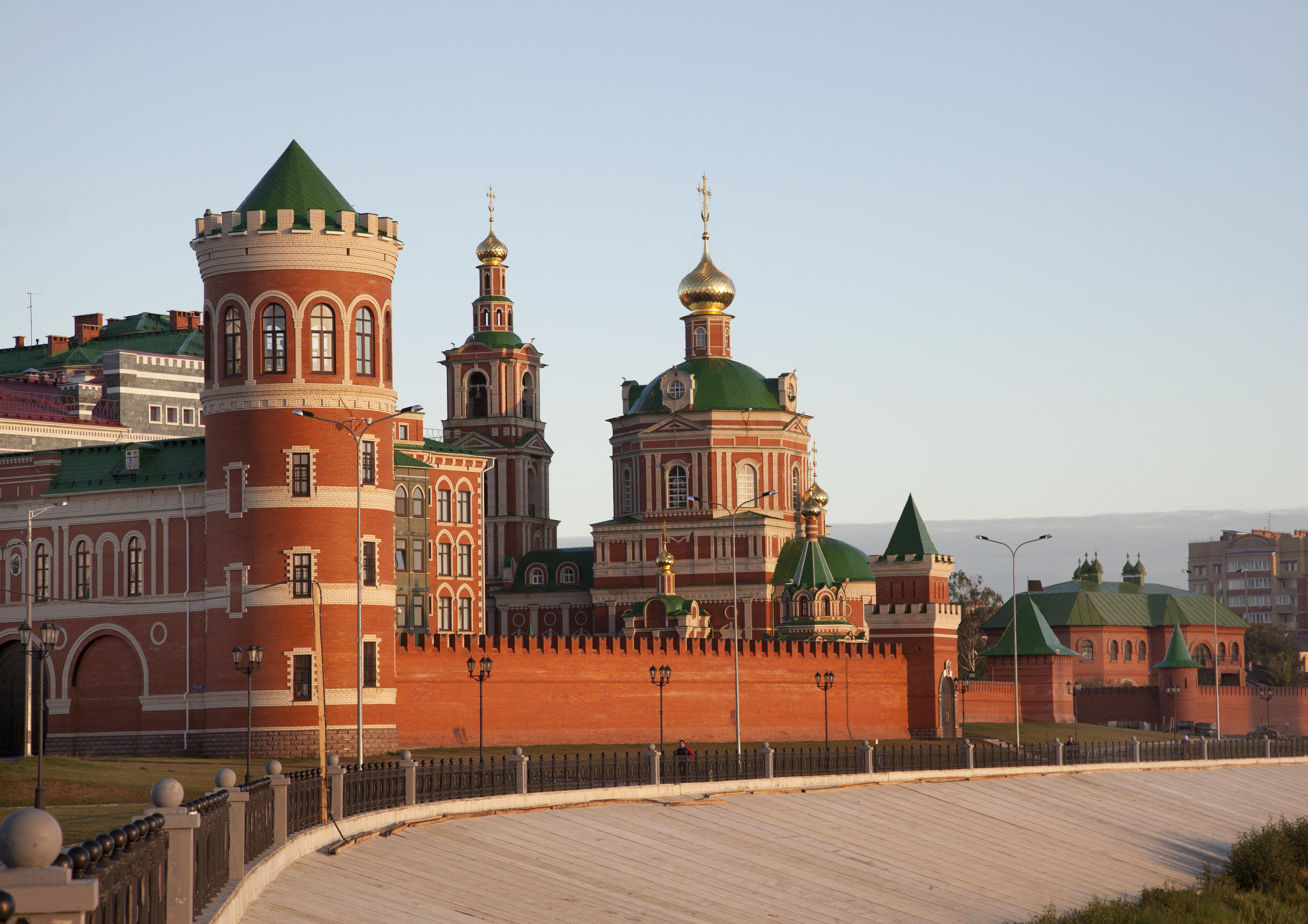
Cerkiew Zmartwychwstania Pańskiego
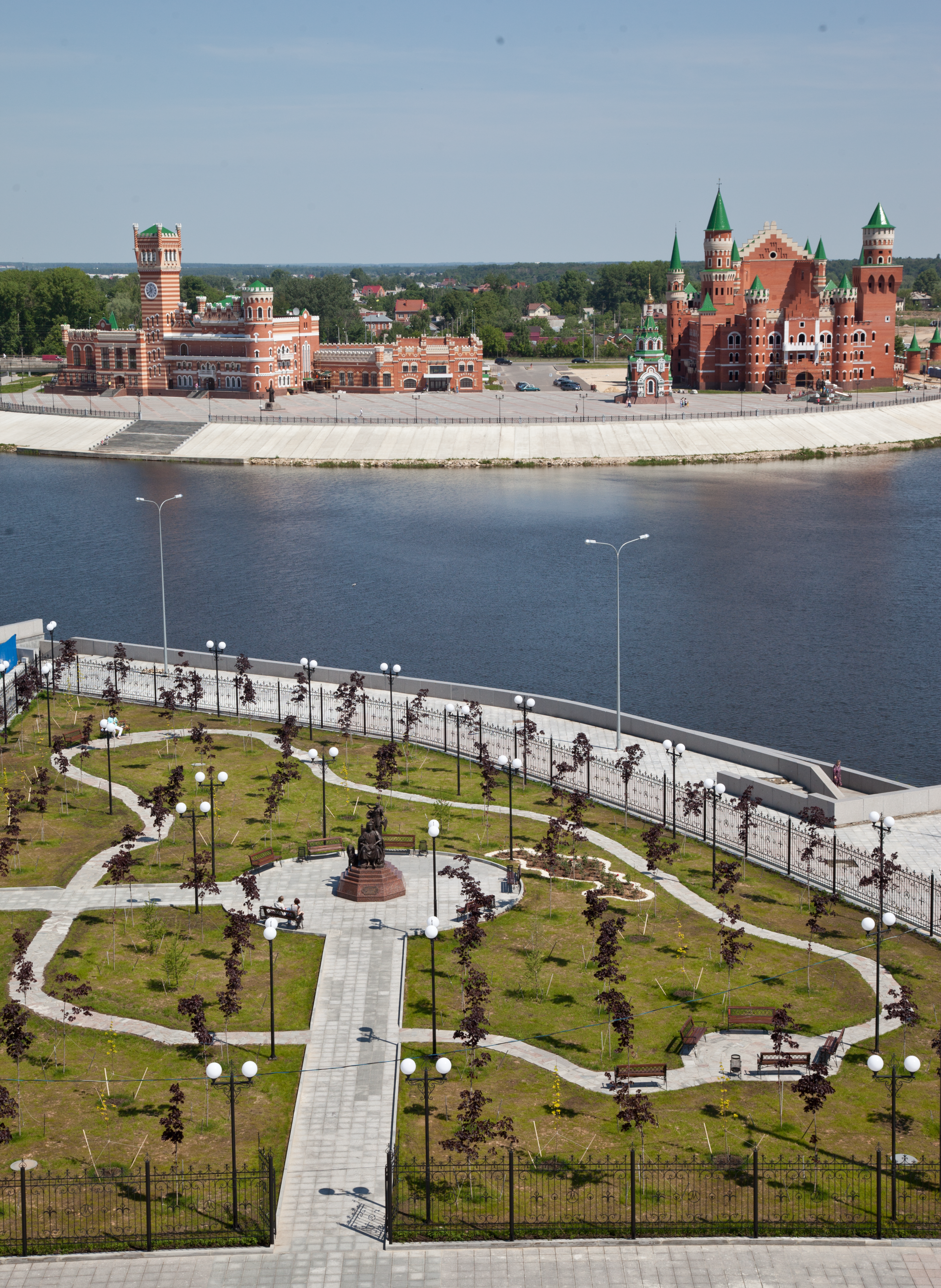
Itałjański park
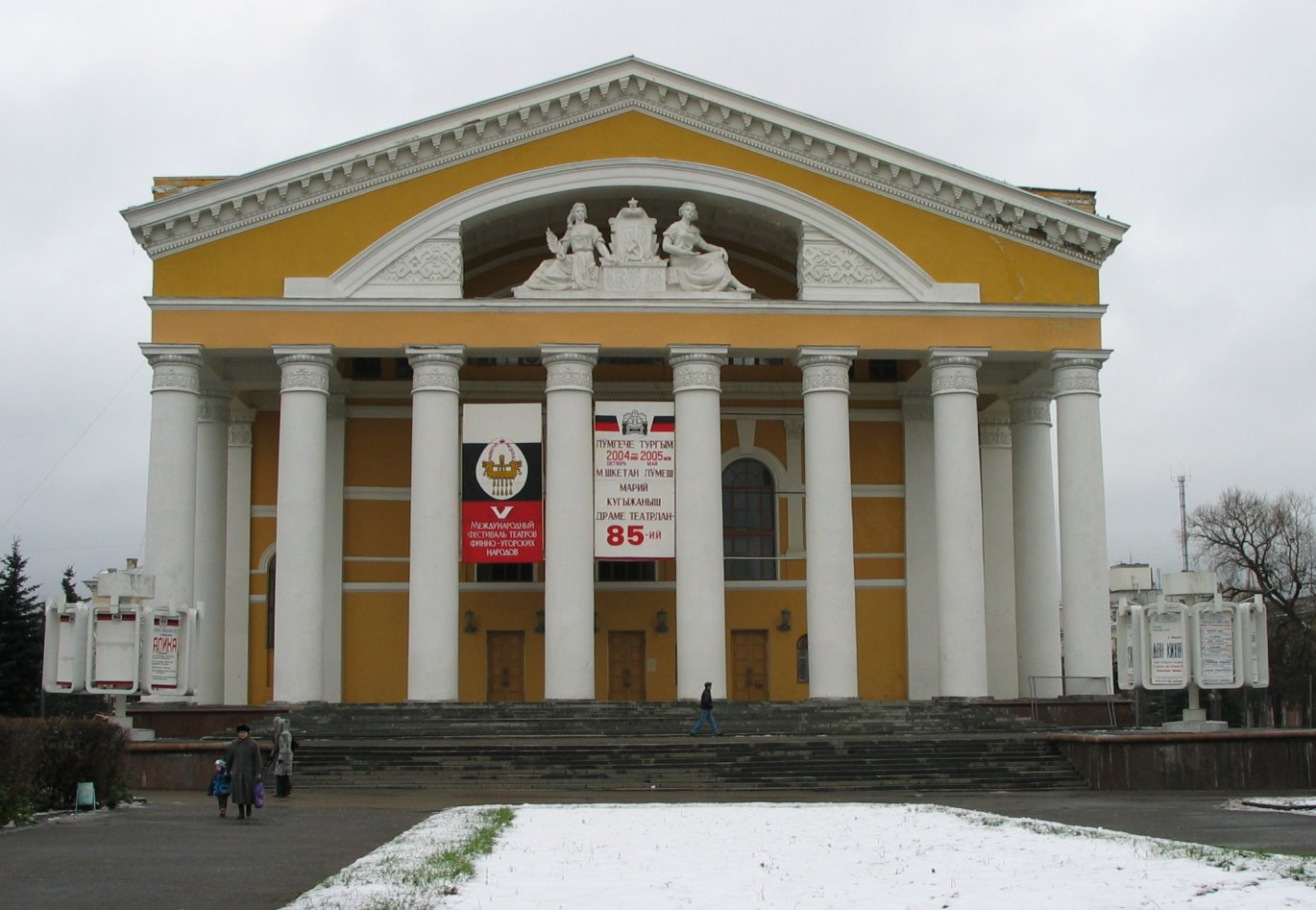
Teatr maryjski
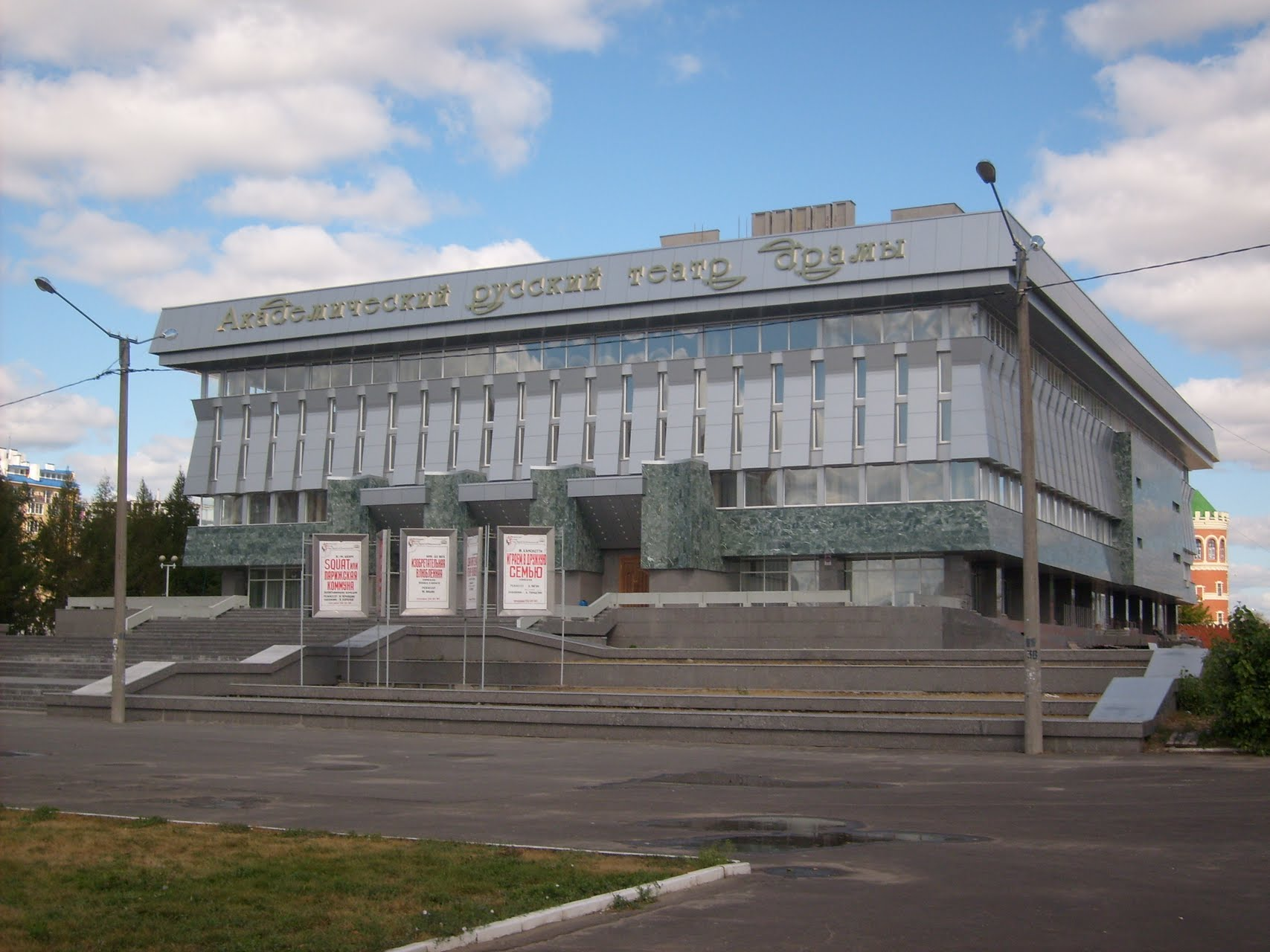
Teatr miejski
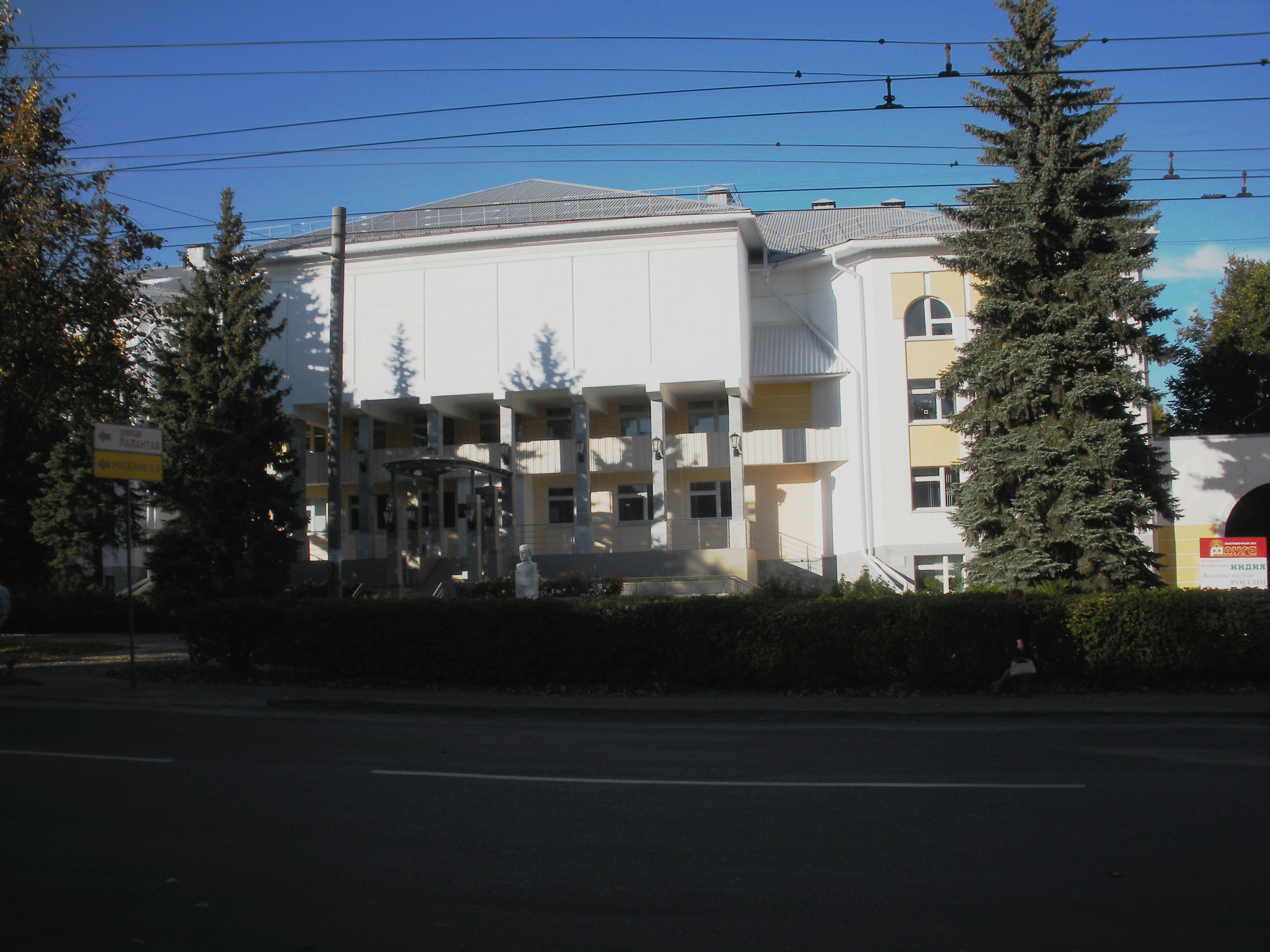
Biblioteka im. Czawajna
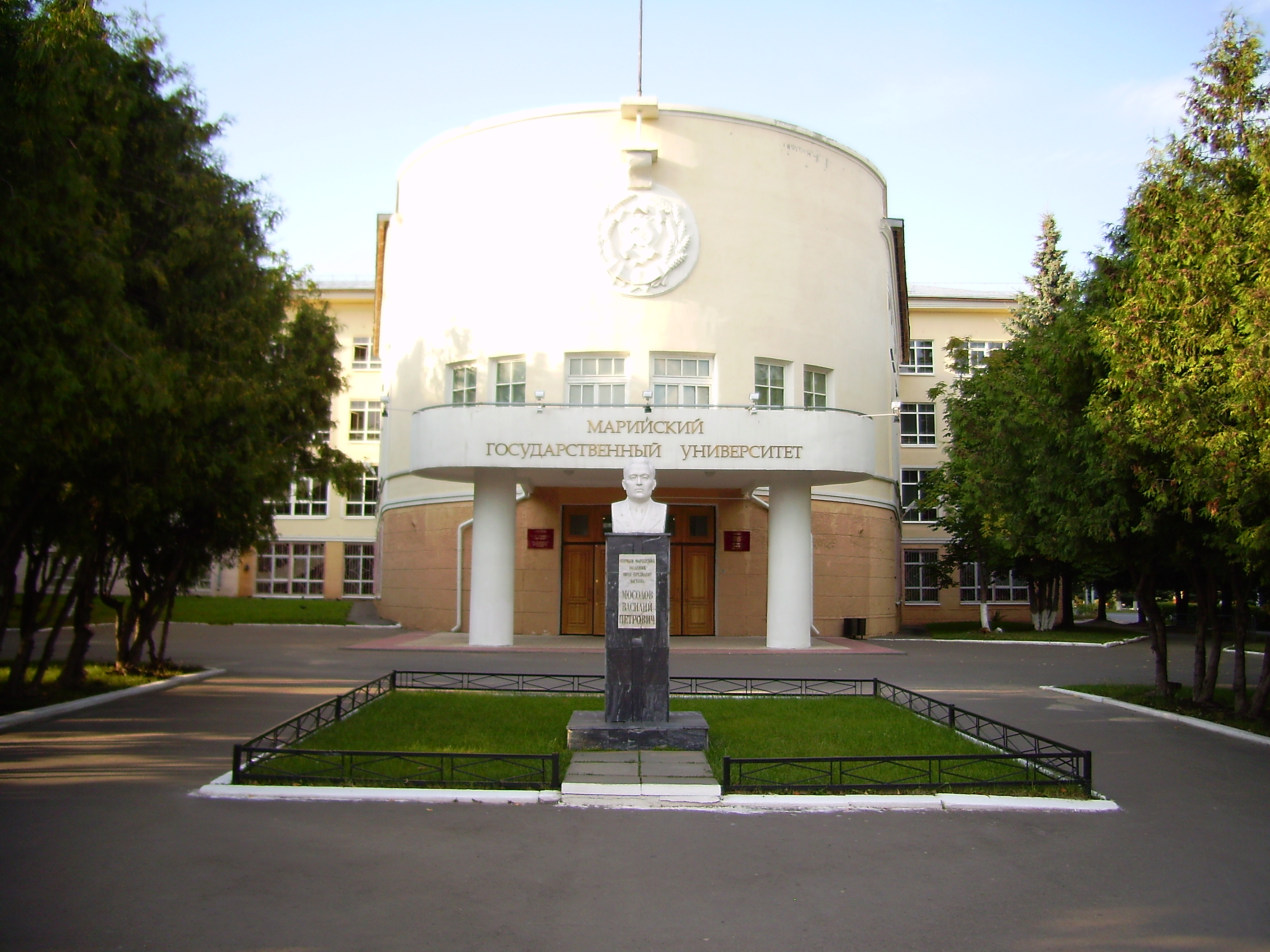
Uniwersytet maryjski
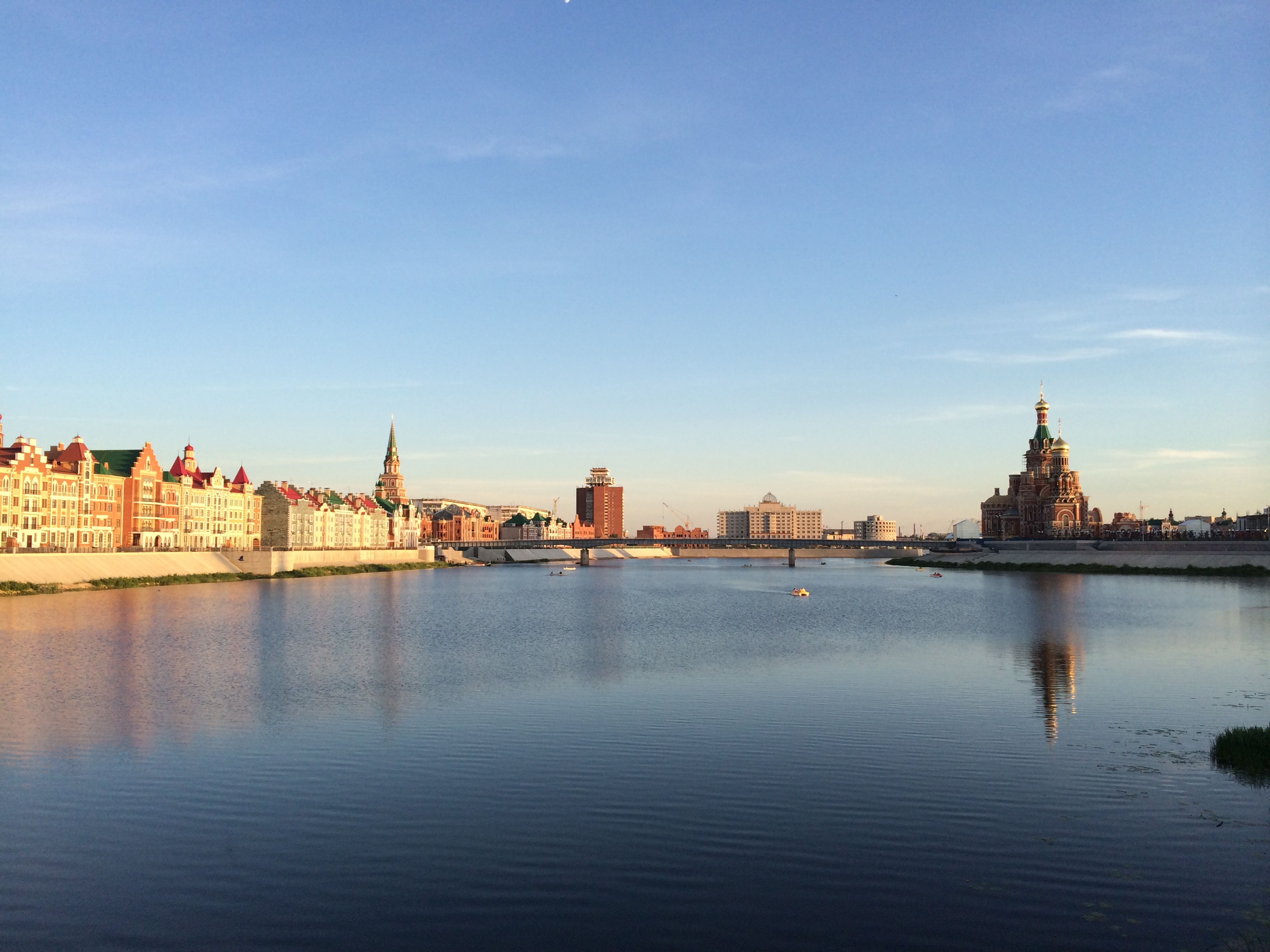
Rzeka Mała Kokszaga